# Національний парк Санта-Тереза
34°00′ пд. ш. 53°33′ зх. д. / 34° пд. ш. 53.55° зх. д.

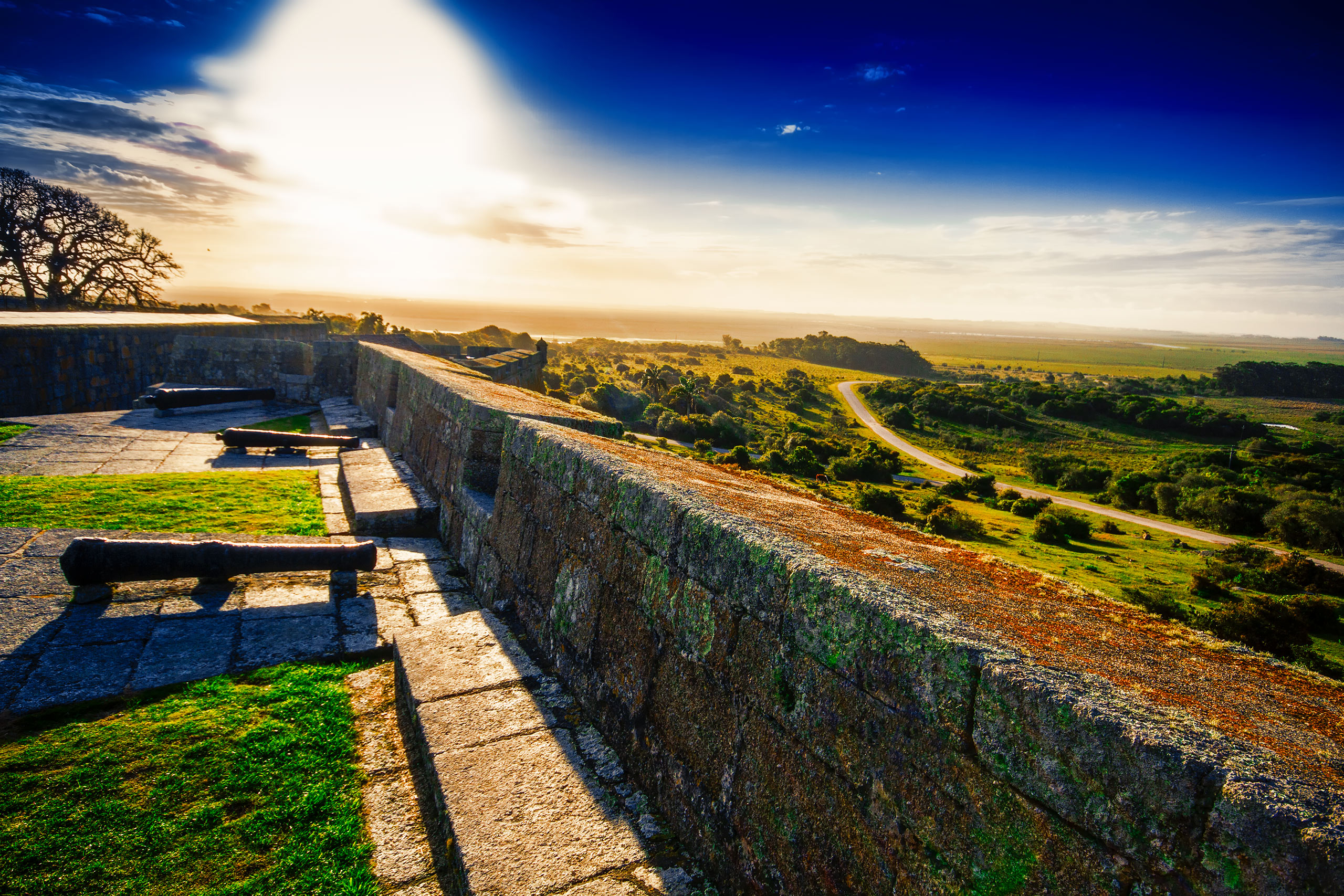
Вид з форту Санта-Тереза

Національний парк Санта-Тереза — приморський лісовий масив у департаменті Роха, який є важливим національним парком Уругваю. Він розташований на узбережжі Атлантичного океану на південний схід від Шосе 9 на північно-східній стороні Лагуни-Негри та на північ від Пунта-дель-Діабло. 
У його межах - піщані пляжі, природний заповідник, де розміщуються кілька видів тварин, розширена зона кемпінгу, оранжерея з великою кількістю різноманітних рослин та історичний португальський колоніальнгий форт Санта-Тереза.  
На північно-західній стороні парку, на Шосе 9, розташований двокілометровий коридор аварійної посадки для літаків. 

## Пляжі
Пляжі вздовж узбережжя курорту, з південного заходу на північний схід - це Плая де лос Пескер, Плая дель Барко, де також є кілька будинків, які служать курортом для військовослужбовців, Плайя Ахірас, Плая Ла Моза. Між останніми двома розташований мис, на якому є будиночки для оренди. Безпосередньо на північний захід від мису знаходиться район Форту. 

## Зовнішні посилання
- Згадка про національний парк в welcomeuruguay.com
- Згадка про Національний парк в www.explore-uruguay.com